# Viktor von Schmiedeberg
Viktor von Schmiedeberg (* 16. August 1889 in Königsberg i. Pr.; † 1969) war ein deutscher Ministerialbeamter.

## Leben
Schmiedebergs Vater war der nachmalige Landgerichtsrat Waldemar von Schmiedeberg (1862–1926). Sein Vater war nicht Waldemar von Schmiedeberg, sondern Waldemars Bruder Viktor von Schmiedeberg verheiratet mit Anna Ziegler (Tochter von Dr. Otto Ziegler aus Elbing und Lina de la Chaux). Beide lebten 1888 in Königsberg und waren Söhne von Wilhelm von Schmiedeberg, Hauptmann a. D. und Generall-Agent zu Königsberg, und Antonie Perow. Er war Angehöriger des Corps Baltia Königsberg und des Corps Normannia-Halle. Viktor von Schmiedeberg studierte an der Albertus-Universität Königsberg Rechtswissenschaft und renoncierte 1907 bei Baltia. Zwischenzeitlich ein Semester an der Universität Genf, bestand er nach acht Semestern vor dem Oberlandesgericht Naumburg die Referendarprüfung mit „gut“. Am 27. Mai 1911 philistriert, diente er als Einjährig-Freiwilliger im 4. Garde-Feldartillerie-Regiment. Das Referendariat durchlief er im Bezirk des Oberlandesgerichts Königsberg, u. a. in Lyck. Als Reserveoffizieranwärter seines Regiments zum Vizewachtmeister befördert, zog er 1914 mit Paul Blunk im Garde-Reserve-Korps an die Ostfront. Noch 1914 zum Leutnant befördert, wurde er Anfang 1915 zur 12. Armee versetzt. Seine 1. Garde-Reserve-Division wurde im Frühjahr 1915 Bestandteil des XVII. Armee-Korps. Nach der Schlacht um Przasnysz wurde sie an die Westfront verlegt.
Nach der Demobilisierung beendete v. Schmiedeberg die Referendarausbildung. Nachdem er 1920 die Assessorprüfung mit „gut“ bestanden hatte, trat er 1921 als Regierungsrat in den Dienst der Berliner Finanzverwaltung. 1924 wurde er zum Oberregierungsrat ernannt und in das Reichsfinanzministerium einberufen. 1927 kam er als Ministerialrat an das Reichsverkehrsministerium. 1933 mit 44 Jahren in den Ruhestand versetzt, war er als Verleger tätig. Mit Kurt Tornier stand er 1933/34 an der Spitze seines Corps gegen die nationalsozialistische Vereinnahmung durch Eugen Dorsch. Im März 1934 erzwangen Max Blunck und Alfred Funk Baltias Suspension.
1947 kam v. Schmiedeberg an das Zentral-Haushaltsamt für die Britische Besatzungszone. 1948–1954 verwaltete er die Finanzen im Vereinigten Wirtschaftsgebiet. Im Bundesministerium der Finanzen war er 1950–1954 Leiter der für den Bundeshaushalt zuständigen Unterabteilung II A, zuletzt war er Ministerialdirektor. Von 1954 bis 1958 saß er im Verwaltungsrat der Deutschen Bundespost.

## Schriften
- mit Heinz Oeftering: Zur Frage des institutionellen oder funktionellen Haushalts. Staats- und verwaltungswissenschaftliche Beiträge 1957.
- Geschichte und Entwicklung der Haushaltspolitik des Vereinigten Wirtschaftsgebiets und der Bundesrepublik Deutschland von 1945 bis 1954. Schriftenreihe des Bundesministerium der Finanzen, Heft 4. Stollfuß, Bonn 1962.